# Elizabeth Smylie
Elizabeth Smylie (Perth, 11 de abril de 1963), conocida también como Liz Smylie, es una tenista profesional australiana retirada de la actividad. Durante su carrera ganó cuatro títulos de Grand Slam, uno de ellos en dobles femeninos y tres en dobles mixtos. También ganó tres títulos individuales y 36 títulos de dobles.

## Carrera
Smylie se convirtió en profesional en 1982. Ganó el título de dobles femeninos en Wimbledon en 1985 con Kathy Jordan. En dobles mixtos se asoció con John Fitzgerald para ganar el Abierto de Estados Unidos en 1983 y de Wimbledon en 1991 y con Todd Woodbridge para ganar el Abierto de los Estados Unidos en 1990. Ganó el torneo Virginia Slims con Jordan en 1990. Su mejor actuación en Grand Slam en individuales ocurrió en el Abierto de Australia en 1987, cuando llegó a los cuartos de final. Su récord más alto en individuales fue el No. 20 del mundo y su mejor resultado en dobles fue el No. 5 del mundo.
Jugó la Fed Cup desde 1984 hasta 1994. Ganó una medalla de bronce en dobles femeninos con Wendy Turnbull en los Juegos Olímpicos de verano de 1988 en Seúl.

## Desempeño en juegos olímpicos

#### Dobles: 1 medalla de bronce
| Resultado | Año  | Lugar | Superficie | Compañera      | Oponentes | Marcador |
| --------- | ---- | ----- | ---------- | -------------- | --------- | -------- |
| Bronce    | 1988 | Seúl  | Dura       | Wendy Turnbull | Empate    | DNP      |

Smylie y Turnbull perdieron en las semifinales con Zina Garrison y Pam Shriver 7–6(5), 6–4. En 1988 no existía partido por el tercer puesto, por lo que ambos equipos semifinalistas recibieron la medalla de bronce.